# Всеукраинский союз земельных собственников
Всеукраинский союз земельных собственников (до 26 мая 1918 года — Союз земельных собственников (укр. Союз земельних власників)) — украинская политическая партия, возникшая как краевое отделение Всероссийского союза земельных собственников, стоявшая на консервативно-монархических позициях. Действовала в 1917—1918 годах. Руководители партии приняли активное участие в приведении к власти гетмана П. П. Скоропадского.
Союз земельных собственников на территории современной Украины возник как краевые отделения Всероссийского союза земельных собственников — партии, отстаивавшей интересы крупных землевладельцев (по уставу членом партии мог стать собственник более пятидесяти десятин земли) и возникшей как реакция на первую русскую революцию в 1905 году, но распавшейся в 1909 году. Всероссийская партия возобновила свою деятельность в конце 1916 года. На территории Украины были созданы отделения партии в Херсонской, Полтавской и Екатеринославской губерниях. Союз земельных собственников был первой политической партией, которая возникла на территории Украины после Февральской революции. Основу партии, как и прежде (имущественный ценз для вступления в партию также составлял 50 десятин), составляли крупные землевладельцы мало интересовавшиеся национальным вопросом, стоявшие более на малороссийских, чем на украинских, позициях. Партия выступала против принудительного отчуждения земель крупных землевладельцев.
На партийном съезде, проходившем в мае 1917 года в Москве, ограничения для членства в партии по минимальному земельному размеру были сняты для привлечения в ряды партии как можно большего числа земельных собственников. К середине 1917 года отделения Союза существовали уже во всех девяти губерниях, на которые претендовала Центральная рада. Точных данных о численности партии не имеется, но по анализу имеющихся данных по ряду уездов историк Елена Любовец сделала вывод, что всего в партии состояло 100—150 тыс. землевладельцев. В руководстве Союза по прежнему преобладали крупные землевладельцы, однако основой партии уже являлись зажиточные крестьяне. Партия не носила национального характера, в ней состояли как украинцы, так и русские, поляки и т. д., из-за чего партийные ячейки иногда отрицательно относились к украинскому национально-освободительному движению. По этим причинам национально озабоченные землевладельцы предпочитали вступать в ряды образованной летом 1917 года Украинской демократическо-хлеборобской партии. Как пишет историк Любовец, интересной иллюстрацией отношения членов союза к украинскому вопросу может служить дискуссия о создании печатного органа партии — регулярно издаваемой газеты и выбора языка для неё, которая состоялась на первом съезде Союза, проходившем в мае 1918 года. В результате дискуссии съезд принял решение издавать газету на русском языке, лишь включая в неё некоторые статьи на «малороссийском языке» («языке Шевченко»), но не на «украинском языке» («галицком, чужом языке»). В сентябре 1918 года руководство Союза подало декларацию Министерству внутренних дел, в которой предлагало отменить введённый Центральной радой «галицийско-латинский язык, некультурный и чуждый для Украины». На существование независимого украинского государства руководство Союза смотрело как на временный этап, существующий лишь до момента свержения большевизма и возрождения единого российского государства.
Союз, первоначально сотрудничая с Центральной радой, постепенно переходил к ней в оппозицию из-за социалистического курса последней. К весне 1918 года Союз уже не скрывал своей оппозиционности Раде, чему способствовала австрийско-немецкая оккупация Украины — оккупационная администрация также относилась к «социалистическим экспериментам» Рады явно без энтузиазма.
В конце марта 1918 года лидеры Союза — Н. Н. Устимович, М. Л. Гижицкий, М. М. Воронович, В. Любинский, В. В. Кочубей, Пащевский, Мацко и другие — приняли участие в заседаниях образованной вокруг фигуры П. П. Скоропадского Украинской народной громады, которая ставила задачу свержения Центральной рады и установления на Украине сильной авторитарной власти в национально-историческом виде гетманства. Тогда же и с той же целью были налажены контакты с лидерами Украинской демократическо-хлеборобской партии. Руководство обеих партий приняло решение созвать на 28 апреля 1918 года общий съезд всех хлеборобских организаций Украины с целью требования возврата частной собственности на землю, отмены земельных законов, принятых социалистической Центральной радой.
После прихода к власти П. П. Скоропадского Союз земельных собственников стал фактически партией власти. Представители Союза входили как во все правительства гетмана (за исключением коалиционного, назначенного в октябре 1918 года), так и активно формировали властные структуры на местном уровне. Недостаточная поддержка украинского движения со стороны Союза привела к тому, что в октябре 1918 года Союз раскололся — проукраинские члены Союза образовали новую партию, которой дали название «Всеукраинский союз хлеборобов-собственников», а затем переименовали её в «Украинскую народную партию».